# Morainville-Jouveaux
Morainville-Jouveaux ist eine französische Gemeinde mit 372 Einwohnern (Stand: 1. Januar 2022) im Département Eure in der Region Normandie (vor 2016 Haute-Normandie). Sie gehört zum Arrondissement Bernay und zum Kanton Beuzeville. Die Einwohner werden Morainvillais genannt.

## Geografie
Morainville-Jouveaux liegt etwa 28 Kilometer nordnordwestlich von Bernay im Pays d’Auge. Umgeben wird Morainville-Jouveaux von den Nachbargemeinden Saint-Sylvestre-de-Cormeilles im Norden, Lieurey im Osten, Noards im Südosten, Fresne-Cauverville und Bailleul-la-Vallée im Süden, Asnières im Südwesten und Westen sowie Saint-Pierre-de-Cormeilles im Westen und Nordwesten.

## Geschichte
1965 wurden die bis dahin eigenständigen Kommunen Morainville-près-Lieurey und Jonveaux zur heutigen Gemeinde zusammengelegt. 1970 erhielt die heutige Gemeinde ihren Namen. Vorher führte sie lediglich den Namen Morainville-près-Lieurey.

## Bevölkerungsentwicklung
| 1962                       | 1968 | 1975 | 1982 | 1990 | 1999 | 2006 | 2019 |
| -------------------------- | ---- | ---- | ---- | ---- | ---- | ---- | ---- |
| 389                        | 393  | 331  | 278  | 301  | 363  | 360  | 369  |
| Quellen: Cassini und INSEE |      |      |      |      |      |      |      |

## Sehenswürdigkeiten
- Kirche Saint-Ouen aus dem 12. Jahrhundert in Morainville
- Kirche Saint-Germain aus dem 12. Jahrhundert in Jouveaux
- Pfarrhaus aus dem 18. Jahrhundert in Jouveaux
- Schloss Jouveaux aus dem 18. Jahrhundert
- Schloss Les Mortiers
- Herrenhaus La Varenne aus dem 16. Jahrhundert

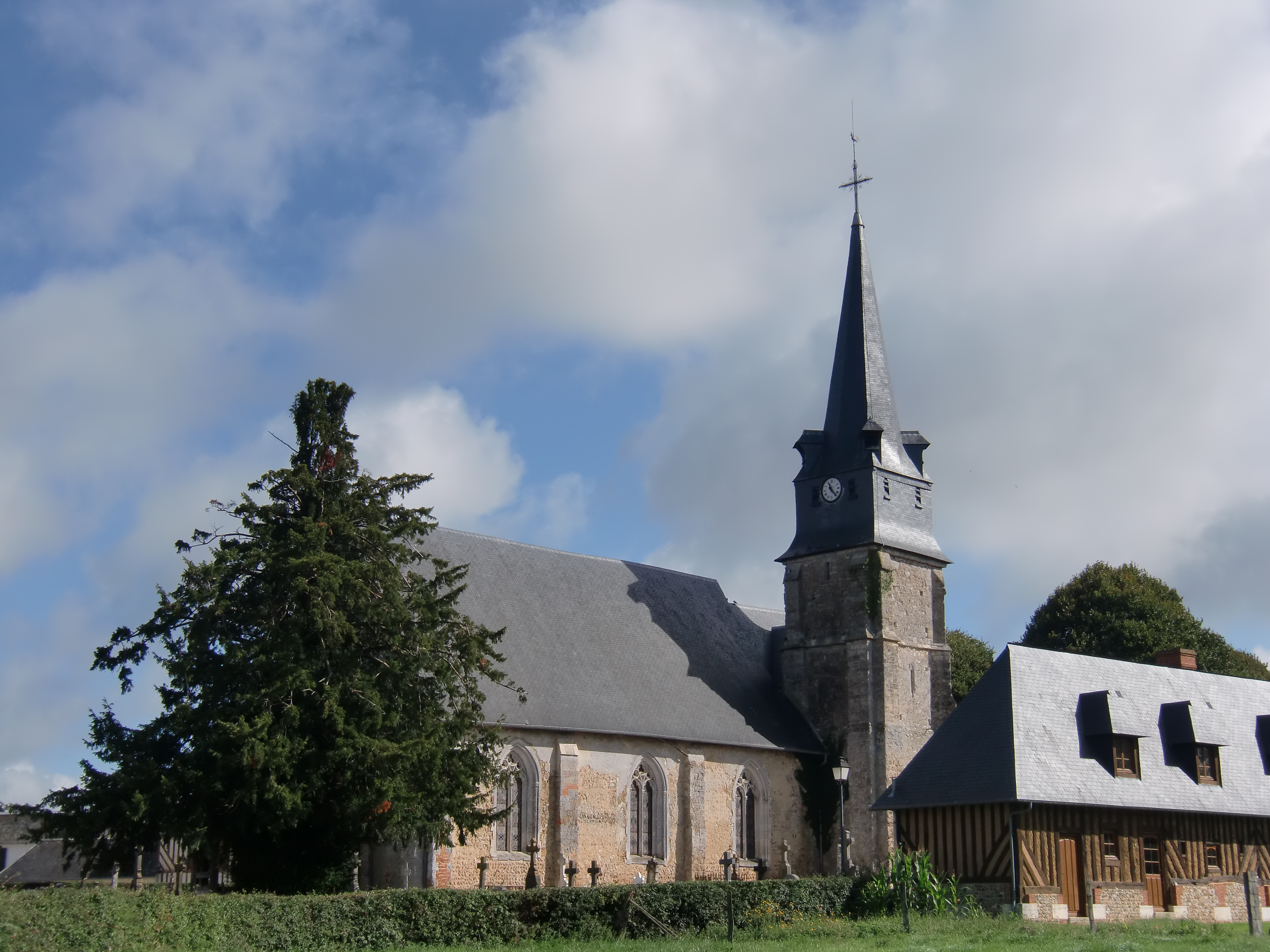
Kirche Saint-Ouen
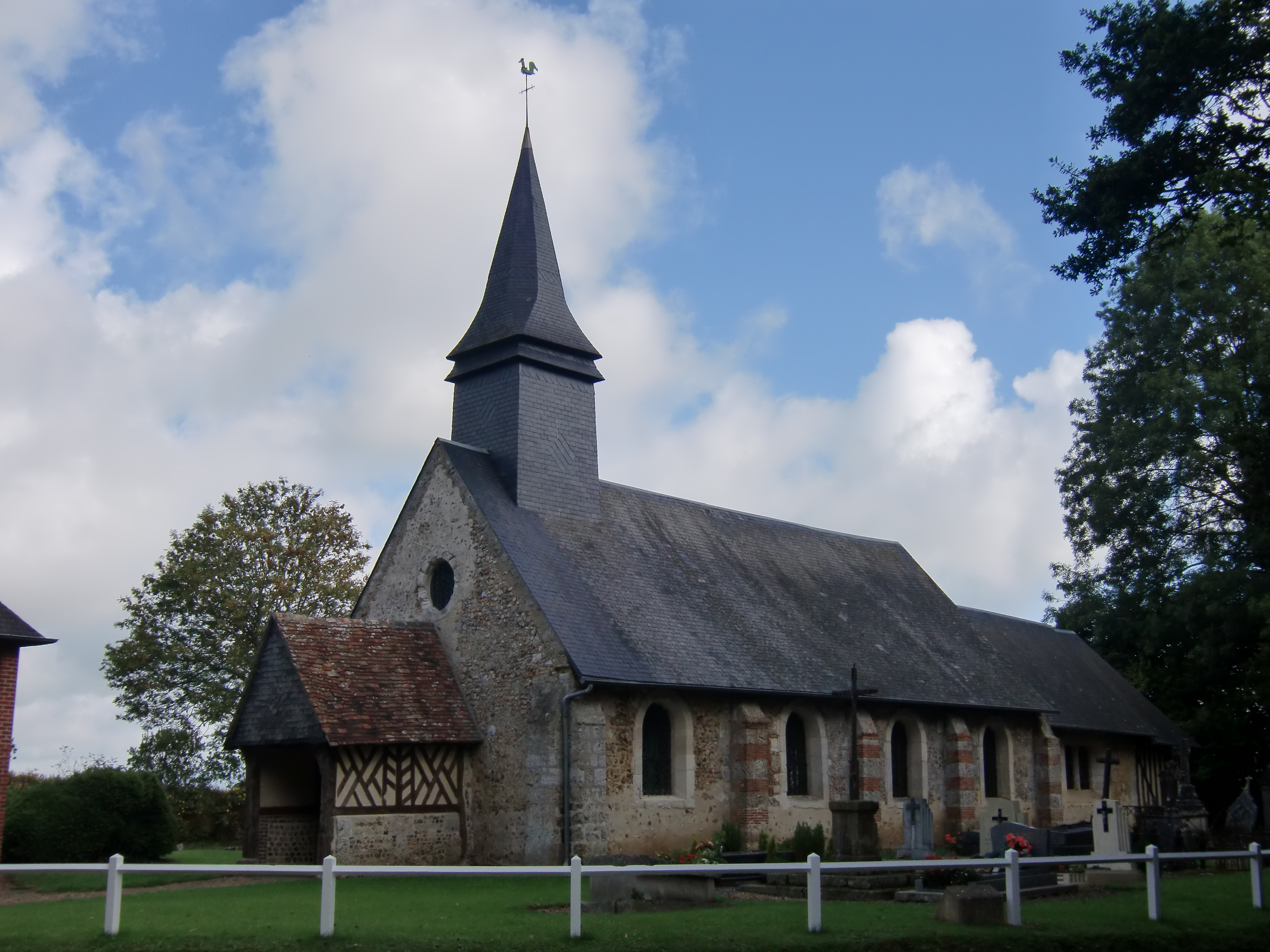
Kirche Saint-Germain
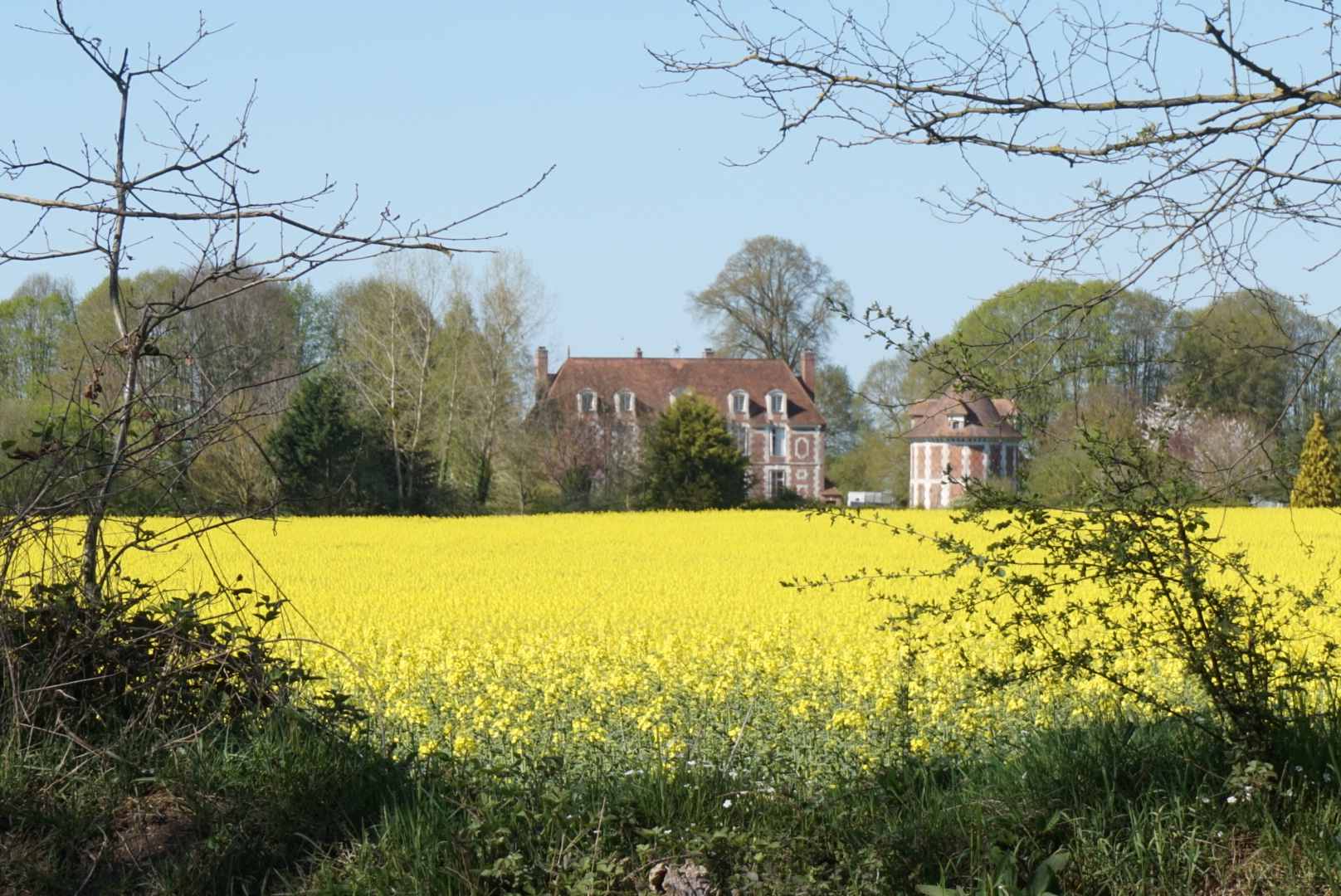
Schloss Les Mortiers